# Chemcedine El Araichi
Chemcedine El Araichi (Bergen, 18 mei 1981) is een Belgisch voetbalcoach en voormalig voetballer van Marokkaanse origine.

## Spelerscarrière
El Araichi begon op vijfjarige leeftijd met voetballen bij Borina de Quaregnon en maakte later de overstap naar RAEC Mons. Toen Mons in het seizoen 2002/03 promoveerde naar de hoogste afdeling kreeg El Araichi zijn kans. In het begin van het seizoen 2004/05 kreeg hij echter te weinig speelkansen en vertrok naar de toenmalig tweedeklasser KSV Roeselare. Met die club promoveerde hij en is hij na zijn blessure titularis geworden, in 2008 vertrok hij naar Excelsior Mouscron.
Na het faillissement van Moeskroen tekende hij in januari 2010 een contract bij het Hongaarse Győri ETO FC. In de zomer van 2010 vertrok hij terug naar België, waar hij een contract tekende bij KV Kortrijk. Na één seizoen trok hij naar tweedeklasser Boussu Dour Borinage, waar hij drie seizoenen actief was. In het seizoen 2014/15 was hij als speler actief bij Géants Athois, maar sprong hij ook bij als interim-trainer bij Francs Borains, een verderzetting van zijn ex-club Boussu Dour. Na die interimopdracht maakte hij definitief de overstap naar de club om er nog een jaar actief te zijn als speler. El Araichi stopte in 2016 definitief met voetballen.

## Statistieken
| seizoen | club               | land      | competitie            | wed. | goals |
| ------- | ------------------ | --------- | --------------------- | ---- | ----- |
| 2002/03 | RAEC Mons          | België    | Jupiler League        | 19   | 0     |
| 2003/04 | RAEC Mons          | België    | Jupiler League        | 23   | 0     |
| 2004/05 | KSV Roeselare      | België    | Tweede klasse         | 29   | 1     |
| 2005/06 | KSV Roeselare      | België    | Jupiler League        | 26   | 0     |
| 2006/07 | KSV Roeselare      | België    | Jupiler League        | 29   | 1     |
| 2007/08 | KSV Roeselare      | België    | Jupiler League        | 25   | 0     |
| 2008/09 | Excelsior Mouscron | België    | Jupiler League        | 31   | 1     |
| 2009/10 | Excelsior Mouscron | België    | Jupiler League        | 14   | 1     |
| 2009/10 | Győri ETO FC       | Hongarije | Magyar Labdarúgó Liga | 0    | 0     |
| 2010/11 | KV Kortrijk        | België    | Jupiler League        | 19   | 1     |
| 2011/12 | Boussu Dour        | België    | Tweede Klasse         | 29   | 5     |
| 2012/13 | Boussu Dour        | België    | Tweede Klasse         | 30   | 4     |
| 2013/14 | Boussu Dour        | België    | Tweede Klasse         | 30   | 1     |
| 2014/15 | Géants Athois      | België    | Derde klasse A        | 27   | 2     |
| 2015/16 | Francs Borains     | België    | Vierde klasse B       | 12   | 0     |
|         |                    |           | Totaal                | 343  | 17    |

## Trainerscarrière
Op het moment van zijn spelersafscheid was El Araichi al begonnen aan zijn trainerscarrière: in april 2015 werd hij de nieuwe hoofdtrainer van Francs Borains na het ontslag van Alain Decuyper. El Araichi deed het seizoen uit en leidde de club naar de eindronde voor promotie, waarin evenwel verloren werd van SC City Pirates Antwerpen. Na de komst van Geoffrey Valenne werd El Araichi weer speler. Nadat hij nog een jaar voor Francs Borains actief was als speler, werd hij assistent-trainer bij de club.
In 2019 werd hij assistent-trainer van Royal Albert Quévy-Mons, de geestelijke opvolger van zijn ex-club RAEC Mons. Daar werkte hij samen met Zakarya El Araichi, zijn neefje dat in 2020 doorstroomde naar het eerste elftal. In 2021 nam hij na twee jaar afscheid van de club.